# Prionychus
Genre
Prionychus est un genre d'insectes coléoptères de la famille des Tenebrionidae.

## Synonyme
- Eryx Stephens, 1832[1]

## Liste d'espèces
Selon BioLib (15 juin 2020) :
- Prionychus ater (Fabricius, 1775)
- Prionychus cisteloides Seidlitz, 1896
- Prionychus fairmairei (Reiche, 1860)
- Prionychus lugens Küster, 1850
- Prionychus melanarius (Germar, 1813)
- Prionychus nitidissimus Pic, 1905
- Prionychus ottoi Novák, 2017
- Prionychus sardegnaensis Novák, 2017
- Prionychus striatipennis Pic, 1909